# 国民英学会
国民英学会（こくみんえいがくかい）は、明治・大正期に著名だった日本の私塾ないし進学予備校、英語学校。単なる洋学校ではなく、旧制中学校から旧制専門学校相当の教育機関の要素があった。

## 概要
1888年（明治21年）2月、慶應義塾の英語教師経験をもち、英語雑誌を刊行していた米国人のフレデリック・イーストレイク（イーストレーキ）と慶應義塾出身の英学者磯辺弥一郎によって東京市神田区錦町3丁目（現在の千代田区神田錦町）に設立。当時、慶應義塾の人々が力を入れて推進していたのは、医学や英学であって実用英語ではなかった。これに不足を感じた磯辺が幹事に、イーストレーキが教頭となり、両人のほかに1名の教師を雇って開校した。初めは授業料も無く月謝も極めて安かった。苦学生のための夜間部も開校し、1906年（明治39年）には別科の中に数理化受験科を設立するまでに至った。
開校2年のうちに会員総数は1700名を越え、日々出席する生徒は600人を数える盛況となったが、イーストレーキが収入面の不満から、退職して独立することを磯辺に通告、数百人の生徒を抱えるなか、退職わずか1週間ほど前の突然の通告であったため、急ぎ和田垣謙三、井上十吉に協力を仰ぎ、川田正澂、長沢市蔵、高橋五郎 (翻訳家)らを講師に招いて運営を続けた。イーストレーキの妻によると、退職はイーストレーキの意思ではなく、磯辺の策略により追い出されたとしている。
第一高等学校をはじめとする高等学校、高等商業学校（東京高等商業学校→東京商科大学）、慶應義塾などの正規の学歴コースに乗れない者たちを対象とする学校であるにも拘らず、講師陣には高名な英語学者であるアーサー・ロイド（慶應義塾大学教授）、斎藤秀三郎（第一高等学校教授）、吉岡哲太郎（理学博士）、内藤明延、岡倉由三郎を迎えるなど講義の質が高く、人気を集めた。
しかし、やがて磯辺と反目した斎藤は、1896年（明治29年）10月、国民英学会から分裂する形で、同じ神田錦町3丁目に正則英語学校を開校し、校長に就任。斎藤みずから教鞭を執った他、上田敏、戸川秋骨といった名講師を揃え、磯辺と別れて開校した英学校が不調に終わったイーストレイクもこれに加わった。
1897年に国民英学会は神田錦町3丁目19番地に校舎を増築し、米国帰りの北島亘・リリアン夫妻らを講師に会話専修科を新設した。北島はハーバード大学神学校などで学び、米国でユニテリアンの牧師になった最初の日本人で、家庭教師をしていた岩崎小弥太の父・岩崎弥之助の縁故で日本銀行に入行したためほどなくして講師を辞したが、妻のリリアンは20年以上にわたって国民英学会で教えた。
正則英語学校（現・正則学園高等学校）の出現で、国民英学会は勢いをそがれることとなったが、正則と並ぶ英学校としてその後の大正・昭和初期にかけても学問機関として存続し、1945年ごろまで活動していたことが確認できる。

## 著名な出身者
- 村田省蔵 - 政治家、実業家
- 蒲原有明 - 詩人
- 幸徳秋水 - 思想家
- 長谷川如是閑 - ジャーナリスト
- 坂田祐 - 教育者（中退）
- 杉村楚人冠 - ジャーナリスト
- 千葉亀雄 - ジャーナリスト
- 辻潤 - 思想家
- 福士幸次郎 - 詩人
- 物集高量 - 国文学者
- 柳井隆雄 - 脚本家（中退）
- 谷崎精二 - 作家、英文学者。谷崎潤一郎の弟
- 鈴木泉三郎 - 劇作家
- 安藤貫一 - 英文学者
- 勝俣銓吉郎 - 英文学者
- 一力健治郎 - 河北新報社創業者
- 伊藤長次郎 - 実業家、阪神財閥系譜伊藤財閥
- 近松秋江 - 小説家